# Hanatul Astrahanului
Hanatul Astrahanului a fost unul dintre cele șapte hanate succesoare ale longevivului stat Hoarda de Aur, formate după scindarea acestuia. Niciunul dintre aceste șapte state succesoare Hoardei nu era mai puternic decât Marele Cnezat al Moscovei, care în cele din urmă a anexat cele șapte hanate începând cu cel al Astrahanului.
Teritoriul hanatului includea mare parte din Regiunea Astrahan actuală, Delta Volgăi și ținutul stepă din Kalmîkia actuală.